# سيندي ميخيا
سيندي ميخياسانتا ماريا (بالإسبانية: Cindy Mejía Santa María)‏ وهي عارضة أزياء بيروفية ولدت في يوم 1987 في مدينة ليما عاصمة البيرو وقد فازت بمسابقة ملكة جمال بيرو سنة 2012.